# Anton Soler Biljensky
Anton Soler Biljensky (Bilje, Eslovenia, Yugoslavia, 24 de mayo de 1930 - Buenos Aires, Argentina, 21 de junio de 2022), fue un pianista y docente argentino de origen esloveno.

## Biografía
Nació en Bilje, Eslovenia, Yugoslavia. Inició sus estudios de piano bajo la dirección de su padre, a muy temprana edad, y los continuó con reconocidos maestros como Pick y Russian. A los nueve años hizo su primera presentación, obteniendo elogiosas críticas. Se perfeccionó en Trieste con la Prof. Olga Ehrenbaum.
En 1948 se radicó en Buenos Aires y continuó su perfeccionamiento con Jorge Fanelli en piano y Luis Gianneo y Rodríguez Faure en armonía y contrapunto.
Llevó a cabo giras por Yugoslavia e Italia. Como solista de conciertos sinfónicos, actuó bajo la batuta de Bruno Bandini, Alberto Castellanois, Rodríguez Faure, Alfonso Stagno, Alfonso Devita, Mariano Drago, Anfione Gilardi, Thomas Baldner, Ciril Cvetko, Mario Majnaric, Djura Jaksic, Ilgia Marincovic, entre otros.
Realizó numerosos conciertos de música contemporánea y primeras audiciones de compositores argentinos.
Ha realizado una intensa labor artística en las principales salas del país y el extranjero: Teatro Colón y Coliseo, Facultad de Derecho de la UBA, Teatro Argentino de La Plata, Asociación Filarmónica de Lima, Perú, Radio Nacional de Buenos Aires, Radio El Mundo y Belgrano, canales 7, 9 y 11, entre otros.
Hasta el año 2010, dictó la cátedra de su instrumento en los Conservatorios Provinciales de San Martín y Morón.
Fue 19 años director del coro croata Jadran.
- Datos: Q5697509